# Nogaret de La Valette
Das Haus Nogaret de La Valette, ursprünglich Nogaret, war eine Familie des französischen Adels aus Lavalette (Haute-Garonne) im Languedoc. Es erlosch Anfang des 18. Jahrhunderts.
Der Familie wurde vier Mal der Herzogstitel verliehen (1581, 1611, 1621, 1622) sowie der Rang eines Pair de France 1581
Jean-Louis de Nogaret de La Valette (1554–1642) war ein enger Vertrauter von König Heinrich III. und eine der wichtigsten Persönlichkeiten des französischen Adels während der Herrschaft der Könige Heinrich IV. und Ludwig XIII.
Zu den Mitgliedern dieser Familie zählten zwei Admiräle von Frankreich, Provinzgouverneure und zwei Prälaten.

## Geschichte
Die Familie Nogaret de La Valette ist zu unterscheiden von zahlreichen weiteren Familie mit Namen Nogaret, die zumeist über einen weiter zurückreichenden Stammbaum verfügten, wie zum Beispiel die von Guillaume de Nogaret (um 1260–1313).
Ihr erstes bekanntes Mitglied ist Jacques Nogaret, Seigneur de La Valette, Capitoul de Toulouse 1366, 1377 und 1385, der von König Karl V. 1372 geadelt wurde.
Die ursprünglich aus dem Languedoc stammende Familie wurde gascognisch, nachdem sie sich in der Nähe von Lectoure auf dem Schloss Caumont niedergelassen hatte, das zwischen 1530 und 1535 für Pierre de Nogaret de La Valette gebaut wurde.
Ihre Bedeutung am französischen Hof begann, als Jean-Louis de Nogaret de La Valette in den Kreis der Mignons des Königs Heinrich III. aufgenommen wurde. Von da an bekleidete sie hohe Ämter und wurde 1581 in den Herzogsrang erhoben.

## Stammliste

### 14./15. Jahrhundert
1. Jacques de Nogaret († nach 1385), Seigneur de Marquefave et de Saint-Hippolyte, Capitoul de la Ville de Toulouse (1366, 1377, 1385), von Karl V. im Dezember 1372 geadelt; ⚭ Vitale de Garrigues, 1337 bezeugt, Dame de Gragnague et de Roquesérière, Tochter von Guillaume de Garrigues
  1. Bertrand I. de Nogaret (* 1405; † 1435 in Toulouse). Seigneur de Marquefave et de Saint-Hippolyte, Capitoul, Juge-Mage de Toulouse, erwarb La Valette; ⚭ Indie de Bonnafous; ⚭ Madeleine de Fossat († 1431); ⚭ Jeanne de Villeneuve, 1478 bezeugt
    1. Indie de Nogaret; ⚭ Pierre de Saint-Maurice
    2. Bertrand II. de Nogaret de La Valette (alias Étienne), fl. 1456, Seigneur de La Valette; ⚭ NN
      1. Bernard I. de Nogaret de La Valette, fl. 1480, Seigneur de La Valette; ⚭ (1) NN; ⚭ (2) um 1505 Anne Brenguier de Bertolène, † nach 1530, Tochter von NN de Bertolène, Seigneur de Circq im Rouergue
        1. (2) Pierre de Nogaret de La Valette († 1553 in Caumont), Seigneur de La Valette et de Caumont; ⚭ 21. April 1521 Marguerite de L’Isle, Dame de Cazaux et de Caumont († nach 22. Februar 1548), Witwe von Antoine II. du Gua – Nachkommen siehe unten
        2. (2) Gabriel de Nogaret, 1530 bezeugt
        3. (2) Antoinette de Nogaret; ⚭ (Ehevertrag 15. Dezember 1530) Pierre Deimier, Seigneur d’Arques et de Lias, Capitaine en Languedoc
        4. (2) Hélène de Nogaret; ⚭ 17. Januar 1527 Raymond de Tournemire (* 1492; † vor 1564)

  2. Marguerite de Nogaret; ⚭ Arnauld d’Aurival
  3. Pierre de Nogaret, fl. 1424, Seigneur de Gragnague et de Roquesérière; ⚭ Marie de Garrigues – Nachkommen † im 17. Jahrhundert

### 16./17. Jahrhundert
1. Pierre de Nogaret de La Valette († 1553 in Caumont), Seigneur de La Valette et de Caumont; ⚭ 21. April 1521 Marguerite de L’Isle, Dame de Cazaux et de Caumont († nach 22. Februar 1548), Witwe von Antoine II. du Gua – Vorfahren siehe oben
  1. Jean de Nogaret de La Valette (* um 1522; X 1545 in Piemont im Kampf gegen kaiserliche Truppen)
  2. Jacquette de Nogaret de La Valette (* um 1523); ⚭ (Ehevertrag 30. Juni 1539) Bertrand de Béarn, Seigneur de Saint-Maurice bei Villemur-sur-Tarn
  3. Gabriel de Nogaret de La Valette (* um 1524; † 1548) geistlich
  4. Hélène de Nogaret de La Valette (* um 1525; † zwischen 1564 und 1597); ⚭ 1551 (oder 17. März 1545) Bernard de Montlezun dit de Lupiac, Seigneur de Baron de Moncassin et Lupiac (* 1524; † vor 1597)
  5. Pierre de Nogaret de La Valette (* um 1526; X 1545 bei der Belagerung von Bologna[1]
  6. Jean de Nogaret de La Valette (* um 1527; † 18. Dezember 1575 in Caumont), Chevalier, Seigneur et Baron de La Valette, Cazaux et Caumont, Capitaine de 50 hommes d’armes des Ordonnances, Mestre de camp de la Cavalerie légére, Lieutenant-général in Guyenne; ⚭ (Ehevertrag 15. September 1551) Jeanne de Saint-Lary de Bellegarde († 9. April 1611 in Caumont), Tochter von Pierre de Saint-Lary, Baron de Bellegarde, und Marguerite d’Orbessan, Schwester von Roger de Saint-Lary, Marschall von Frankreich
    1. Bernard II. de Nogaret de La Valette (* 1553 in Caumont; X 11. Februar 1592 bei der Belagerung von Roquebrune-sur-Argens), Seigneur de La Valette, Gouverneur der Markgrafschaft Saluzzo, der Dauphiné (1583), dann von Lyon und Provence, Mestre de camp de la Cavalerie légère, Admiral von Frankreich, Ritter im Orden vom heiligen Geist; ⚭ 13. Februar 1582 Anne (alias Jeanne) de Batarnay (* 1540; † Juni 1591 in Sisteron), Tochter von René de Batarnay, Comte du Bouchage, und Isabelle de Savoie-Tende
    2. Jean Louis de Nogaret de La Valette (* Mai 1554 in Caumont; † 13. Januar 1642 auf Schloss Loches), genannt Seigneur de Caumont, Baron, dann Duc d’Épernon, Pair de France (1581), Admiral von Frankreich, Marquis de La Valette (Jun 1607), Comte de Montfort, Astarac et de Candale (1594), Premier Gentilhomme de la Chambre du Roi, Ritter im Orden vom Heiligen Geist, Colonel (1581) und Colonel général de l’Infanterie Française (1581), Gouverneur von Provence, Guyenne, Metz und des Pays Messin, Lieutenant-général de l’Armée; ⚭ (1) (Ehevertrag 23. August 1587)[2] auf Schloss Vincennes Marguerite de Foix, Comtesse de Candale et d’Astarac (* um 1567; † 23. September 1593 in Angoulême), Tochter von Henri de Foix, Comte de Candale, und Marie de Montmorency; ⚭ (2) 4. Februar 1596 in Brignoles Anne de Monnier († nach 1597); ⚭ (3) NN
      1. (1) Henri de Nogaret de La Valette (* 1591; † 11. Februar 1639 in Casale) genannt de Foix-Candale, Comte und später Duc de Candale, Captal de Buch, Duc d‘Halluin, Pair de France, Premier Gentilhomme de la Chambre du Roi, Ritter im Orden vom Heiligen Geist; ⚭ Februar 1611, annulliert, Anne (alias Suzanne) van Halewijn, Marquise de Piennes, Duchesse d’Halluin (* 1591; † November 1641 in Paris), sie heiratete in zweiter Ehe 1620 Charles de Schomberg, Marquis d’Épinay, Duc d’Halluin, Marschall von Frankreich
        1.  ? (unehelich, Mutter: Marguerite de Béthune, Duchesse de Rohan) Tancrède de Rohan (* 18. Dezember 1630; † 1. Februar 1649)

      2. (1) Bernard III. de Nogaret de La Valette (* 1592 in Angoulême, getauft im März; † 25. Juli 1661 in Paris), Duc d’Épernon, La Valette et Candale, Pair de France, Captal de Buch, Comte de Montfort, d’Astarac, Bénauges et Loches, Colonel-Général de l’Infanterie Française, Ministre d’Etat, Gouverneur des Messin, von Guyenne und Burgund, Ritter des Hosenbandordens und Ritter im Orden vom Heiligen Geist; ⚭ (1) 12. Dezember 1622 Gabrielle Angélique de Bourbon, (* 21. Januar 1603; † 24. April 1627), legitimierte Tochter von König Heinrich IV. und Catherine Henriette de Balzac d’Entragues; ⚭ (2) 28. November 1634 Marie de Cambout (* um 1620; † 12. Februar 1691 in Paris), Tochter von Charles de Cambout, Marquis de Coislin, Baron du Pont-Château (Vetter von Kardinal Richelieu), und Philippa de Beurges
        1. (1) Anne Louise Christine de Nogaret de Foix-Candale (* 1624; † 22. August 1701), geistlich im Karmelitenkonvent in der Faubourg Saint-Jacques
        2. (1) Louis Charles Gaston de Nogaret de La Valette et de Foix-Candale (* 14. Februar 1627 in Metz; † 28. Januar 1658 in Lyon), Comte, dann Duc de Candale, Marquis, dann Duc de La Valette, Gouverneur et Lieutenant en Haute et Basse-Auvergne (1651), Lieutenant-Général de l’Armée de Catalogne (1654)

      3. (1) Louis de Nogaret de La Valette (* Februar 1593 in Angoulême; † 28. September 1639 in Rivoli) Erzbischof von Toulouse, 1621 Kardinal, Commandeur im Orden vom Heiligen Geist, Lieutenant-général des Armées du Roi, Gouverneur von’Anjou, Metz und Pays Messin
      4. (2) Louis (de Nogaret) de La Valette (* 1599; † 9./10. September 1679 in Carcassonne) 1628 Koadjutor und 1630 Bischof von Mirepoix, 1655 Bischof von Carcassonne
      5. (unehelich, Mutter Diane d’Estrées, Schwester von Gabrielle d’Estrées) Louise de Nogaret de La Valette († 23. Dezember 1647), 1606 Äbtissin von Sainte-Glossinde in Metz
      6. (unehelich, Mutter: Charlotte du Tillet, Dame de Lassay, Marcilly et Loré, Vicomtesse de Saint-Mathieu, † 28. Januar 1636) Jean Louis de Nogaret de La Valette (* um 1597; † 17. August 1650), genannt Chevalier de La Valette, 1645 Lieutenant-Général der venezianischen Truppen, Gouverneur von Guyenne und Provence, Lieutenant-Général des Armées du Roi; ⚭ 1630 Gabrielle d’Aymar de Monsalier, Tochter von Honoré d’Aymar, Seigneur de Monsalier, Maître des requêtes, später Président au Parlement de Provence, und Éléonore de Forbin de Souliers
        1. Louis Felix de Nogaret de La Valette (* um 1635; † 9. Februar 1695), Marquis de La Valette, Comte de Beaumont, Lieutenant-général des Armées du Roi; ⚭ 1672 Paule d’Astarac de Fontrailles, Tochter von Benjamin d’Astarac, Baron de Fontrailles, und Madeleine de Montesquiou, Dame de La Devese et de Marsac, Witwe von Roger de Boussole, Come d’Espenan
        2. Gabrielle Éléonore (Léonore) de Nogaret de La Valette († 2. Dezember 1708 in Toulouse); ⚭ (1) Gaspard de Fieubert, Premier Président du Parlement de Toulouse; ⚭ (2) Alexandre de Percin de Montgaillard, Marquis de La Valette (1709), Comte de Caumont (* 1657; † Juli 1739)
        3. Tochter, ledig

    3. Jean de Nogaret de La Valette († 15 Jahre alt)
    4. Catherine de Nogaret de La Valette (* um 1561; † 22. August 1587 in Paris); ⚭ 28. November 1581 Henri de Joyeuse, Comte du Bouchage, 3. Duc de Joyeuse, Pair de France, Marschall von Frankreich (* 21. September 1563 in Couiza; † 28. September 1608) in Rivoli
    5. Anne de Nogaret de La Valette († 23. November 1605); ⚭ 20. Februar 1583 Charles II. de Luxembourg, Comte de Brienne et de Ligny († 18. Februar 1608)
    6. Hélène de Nogaret de La Valette (* 1568; † 1631); ⚭ (Ehevertrag 21. April 1582) Jacques de Goth, Marquis de Rouillac, Grand-Sénéchal de Guyenne († 1611) – die Eltern von Louis de Goth, Marquis de Rouillac, Erbe des Herzogtums Èpernon († 15. Ma 1662)

  7. Catherine de Nogaret de La Valette (* um 1532; † nach 1553); ⚭ (Ehevertrag 9. März 1552) Antoine de Voisins de Montaut, Gramont etc.
  8. Anne de Nogaret de La Valette (* um 1535; † nach 1585); ⚭ Charles de Léaumont, Seigneur de Pui-Gallard – Eltern[3] von Jean de Léaumont († 6. Juli 1584)
  9. Jeanne de Nogaret de La Valette (* um 1540; † nach 1565); ⚭ Philippe de Voisins, Seigneur et Baron de Montaut